# Seznam filmov Marvelovega filmskega vesolja
Filmi Marvelovega filmskega vesolja so serija ameriških superjunaških filmov, ki se dogajajo v skupnem vesolju, producira jih Marvel Studios in temeljijo na likih, ki se pojavljajo v stripih ameriške založbe Marvel Comics. Z več kot 31 milijardami dolarjev zaslužka po vsem svetu je to najdonosnejša franšiza v zgodovini filmov.
"Prvo poglavje" se je začelo leta 2008 z izidom filma Iron Man in se končalo leta 2012 z izidom filma Maščevalci. Drugo poglavje se je začelo leta 2013 z izidom filma Iron Manom 3 in se končalo leta 2015 z izidom filma Ant-Man, medtem ko se je Tretje poglavje začelo leta 2016 z izidom filma Stotnik Amerika: Državljanska vojna in se končalo leta 2019 z izidom filma Spider-Man: Daleč od doma. Te tri poglavja sestavljajo "Poglavje o neskončnosti".
Prvi film v četrtem poglavju je bil Črna vdova leta 2021, zadnji pa Črni panter: Wakanda za vedno leta 2022, peto poglavje se je začela leta 2023 z izidom filma Ant-Man in Osa: Kvantomanija in končalo leta 2025 z izidom filma Thunderbolti, šesto poglavja pa se bo začelo leta 2025 z izidom filma Fantastični štirje: Prvi koraki. Ta tri poglavja so znana kot "Poglavje o multiverzumu".

## Seznam filmov po vrsti izida

### Prvo poglavje
- Iron Man (2. maj 2008)
- Neverjetni Hulk (13. junij 2008)
- Iron Man 2 (7. maj 2010)
- Thor (6. maj 2011)
- Stotnik Amerika: Prvi maščevalec (22. julij 2011)
- Maščevalci (4. maj 2012)

### Drugo poglavje
- Iron Man 3 (3. maj 2013)
- Thor: Svet teme (8. november 2013)
- Stotnik Amerika: Zimski vojak (4. april 2014)
- Varuhi galaksije (1. avgust 2014)
- Maščevalci: Ultronova doba (1. maj 2015)
- Ant-Man (17. julij 2015)

### Tretje poglavje
- Stotnik Amerika: Državljanska vojna (6. maj 2016)
- Doktor Strange (4. november 2016)
- Varuhi galaksije: 2. dejanje (5. maj 2017)
- Spider-Man: Vrnitev domov (7. julij 2017)
- Thor: Ragnarok (3. november 2017)
- Črni panter (16. februar 2018)
- Maščevalci: Brezmejna vojna (27. april 2018)
- Ant-Man in Osa (27. julij 2018)
- Stotnica Marvel (8. marec 2019)
- Maščevalci: Zaključek (26. april 2019)
- Spider-Man: Daleč od doma (2. julij 2019)

### Četrto poglavje
- Črna vdova (9. julij 2021)
- Shang-Chi in legenda o desetih prstanih (3. september 2021)
- Večni (5. november 2021)
- Spider-Man: Ni poti domov (17. december 2021)
- Doktor Strange v multivesolju norosti (6. maj 2022)
- Thor: Ljubezen in grom (8. julij 2022)
- Črni panter: Wakanda za vedno (11. november 2022)

### Peto poglavje
- Ant-Man in Osa: Kvantomanija (17. februar 2023)
- Varuhi galaksije: 3. dejanje (5. maj 2023)
- Marveli (10. november 2023)
- Deadpool in Wolverine (26. julij 2024)
- Stotnik Amerika: Pogumni novi svet (14. februar 2025)
- Thunderbolti (2. maj 2025)

### Šesto poglavje
- Fantastični štirje: Prvi koraki (25. julij 2025)
- Spider-Man: Povsem nov dan (31. julij 2026)
- Maščevalci: Sodni dan (18. december 2026)
- Maščevalci: Skrivnostne vojne (17. december 2027)